# Nadja (Roman)
Nadja ist ein Roman des französischen Surrealisten André Breton. Der ursprüngliche Text wurde Anfang 1928 abgeschlossen und im Mai des Jahres veröffentlicht; 1963 kam der Roman in einer überarbeiteten Fassung heraus. Er beginnt während des Flanierens durch Paris als Grübelei über surrealistische Prinzipien. Es folgt das unerwartete Aufeinandertreffen des Autors mit einer jungen Frau, die sich Nadja nennt und die auf ihn eine gewisse Faszination ausübt. Schließlich verlässt Breton die Frau in ihrem Wahnsinn und konstruiert sich seine surreale Muse. Tatsächlich war Breton im Oktober 1926 in für ihn zehn „surrealistischen“ Tagen mit Léona Delcourt zusammen und erhielt von ihr in den folgenden vier Monaten eine Reihe von Briefen und Zeichnungen.

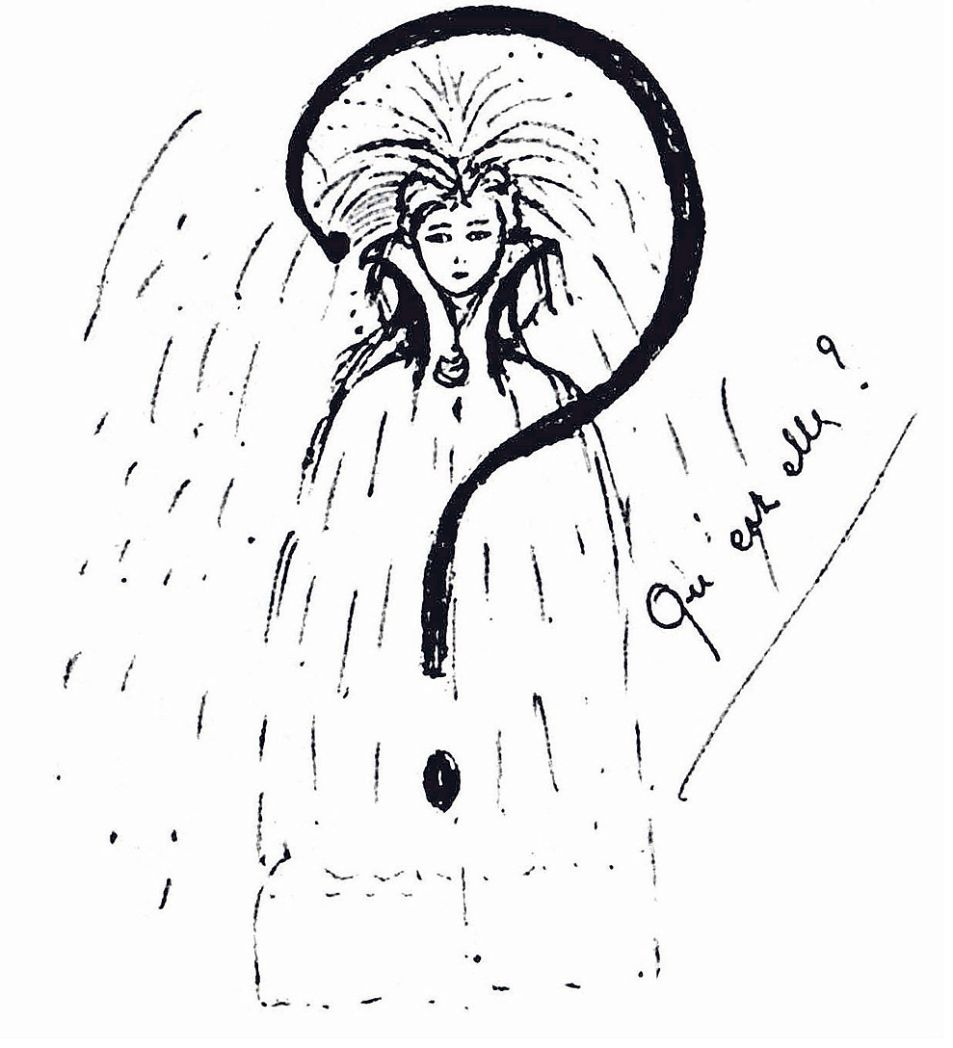
Zeichnung von Léona Delcourt: Qui est elle?, 1926 (deutsch: Wer ist sie?), Abbildung im Buch (1928)

## Inhalt
Nadja besteht aus drei Teilen. Der erste Teil beginnt mit der Frage „Wer bin ich?“ Bretons Untersuchungsmethode besteht nicht in Selbstbeobachtung oder psychologischer Analyse, sondern in der Berichterstattung von Anekdoten, von scheinbar unbedeutenden Eindrücken, von „kleinen Tatsachen“, deren gemeinsames Merkmal darin besteht, zum Leben zu gehören, nicht zur Literatur. Er glaubt, dass diese Fakten mehr über Einzelpersonen aussagen als lange Erfahrungsberichte oder Kommentare. Breton lehnt sich gegen die Illusion von Romanautoren auf, die glauben, sie könnten Charaktere erschaffen, die sich von ihnen selbst oder anderen realen Wesen unterscheiden. Der erste Teil umschreibt im ersten Drittel ein zielloses Herumtreiben durch die Straßen von Paris des Autors André Breton. Dabei vollführt er eine Abrechnung in den Ruinen des Denkens seiner Zeit, das noch in der vom Weltkrieg traumatisierten Gesellschaft beherrscht ist. Er entzieht durch sein Grundmisstrauen auf alles Prosaische jegliche Formen des Erzählens und setzt stattdessen die klare Beobachtung. Statt sich langen Beschreibungen hinzugeben, bildet er beispielsweise Fotos ab und ruft stattdessen durch einen genauen offenen Blick surreale Szenen auf und hebt die Wirklichkeit damit auf eine andere, eine surreale Ebene. Er stellt kurz aufscheinende magische sonderbare Augenblicke dar und leitet daraus ab, das Leben ist nur eine chiffrierte Botschaft, die sich durch Zufälle und Koinzidenzen speist. Er deutet voraus, setzt das epiphanisch Wunderbare gegen den herrschenden Rationalismus seiner Zeit.
In diesem treibenden Gedankenstrom trifft er im zweiten Teil des Buches durch Zufall auf die intellektuelle, kreative, rebellische Schauspielerin Nadja in ihrer ärmlich-beschmutzten Kleidung. Es folgt eine chronologische Folge vom 4. bis 13. Oktober in tagebuchartigen Notizen von Ereignissen, zu denen er immer wieder auch durch Intuition als auch durch verbindliche Verabredung auf Nadja trifft, die sich als herumirrende Seele bezeichnet und mit der er über seine Texte spricht. Neben der Einkehr in Cafés und Brasserien, dem Garten Palais Royal, werden zahlreiche Straßen an der Seine benannt. Angereichert ist der Text mit kurzen Anekdoten, wie über den von Nadjas Anblick konfus werdenden Kellner der Teller fallen lässt oder dem Betrunkenen der obszöne Worte lallend um Nadjas Tisch schleicht und von seiner abseits stehenden eigenen Frau gerufen wird oder vom Hotelgast der an Amnesie leidend, sich vom Portier seinen Namen sagen lassen muss und der schließlich aus dem Fenster fällt. Darüber finden die Szenen und Gespräche zwischen Nadja und Breton über die Literatur oft auf der Straße statt. Auf diesen Wegen taucht immer wieder eine Feuerhand auf, die ihr zielloses Wandeln zu lenken scheint. Nadja ist eine Persönlichkeit, die außerhalb der Realität lebt. Ihr Name ist nicht einmal ihr richtiger Name. Sie erklärt, dass sie sich für den Namen selber entschieden habe. Nadja ist als Kurzform von Nadeschda eine Anspielung auf das russische надежда, was übersetzt Hoffnung bedeutet.
Dem Autor wird rasch bewusst, dass Nadja eine befremdliche Macht der Faszination umgibt, die ihr ihre Schönheit verleiht. So wird Nadja in den Augen Bretons eine Art Symbol für das, was er sich als Surrealismus vorstellt, sie ist Sinnbild der Liebe, die zur verrückten Liebe (l’amour fou) zu werden droht. Sie ist Symbol der Verherrlichung des Lebens und gleichermaßen im Besitz seherischer Fähigkeiten, wie eine Reihe „objektiver Zufälle“ verdeutlicht. Dieses Wesen, das übernatürlich zu sein scheint, gerät in eine paradoxe Situation. So wie sie ein Zeichen der Liebe ist, ist Nadja auch einsam. Nadja bittet André Breton, ihr einen Roman zu widmen, damit von ihr eine Spur bleibe, so als wenn sie eine Ahnung vom tragischen Ausgang ihres Lebens gehabt hätte. Das von Breton dann geschriebene Buch ist sehr vielschichtig: Der Autor spart willentlich mit beschreibender Prosa und fügt stattdessen Abbildungen hinzu, die besuchte Orte zeigen, getroffene oder erwähnte Leute, Gemälde oder Zeichnungen befreundeter Surrealisten, seiner selbst oder die von Nadja. Sie werden zu einer Art Parallelgeschichte, die mit dem Text des Buches kommuniziert, und manchmal heben die Bilder gewisse Sätze des Textes hervor (die Fotografien sind häufig von einem wörtlichen Textzitat untertitelt).

„Breton und Nadja sind das Liebespaar, das alles, was wir auf traurigen Eisenbahnfahrten (die Eisenbahnen beginnen zu altern), an gottverlassenen Sonntagnachmittagen in den Proletariervierteln der großen Städte, im ersten Blick durchs regennasse Fenster einer neuen Wohnung erfuhren, in revolutionärer Erfahrung, wenn nicht Handlung, einlösen. Sie bringen die gewaltigen Kräfte der "Stimmung" zur Explosion, die in diesen Dingen verborgen sind.“

Zudem deutet sie auch an, dass sie sich zur Zeit ihrer Ankunft in Paris einige Male prostituiert habe. Die „magische Kreatur“ wird von der Realität zu einer psychisch Kranken gemacht, ihre Visionen werden als auditive und visuelle Halluzinationen abgetan. Sie wird auch geplagt von der Angst, in unterirdische Gänge zu stürzen, die zum Gefängnis führen. Zuletzt gerät die von den Surrealisten zum Symbol der Herrlichkeit des Lebens Gekürte tatsächlich in eine psychiatrische Anstalt. André Breton verharrt das ganze Buch hindurch in seiner Rolle als Beobachter, der Nadja gegenübersteht und seine Objektivität bewahren möchte, zudem darum kämpft, nicht selbst dem Wahnsinn zu verfallen, in den Nadja ihn hineinziehen möchte. Zwar kritisiert er offen die Psychiatrie, nachdem die junge Frau dort eingeliefert wird.
Statt ihr jedoch beizustehen und sich für sie einzusetzen, verlässt Breton Nadja mit ihren Angstzuständen und Halluzinationen. Sie ist damit sowohl Muse als auch Opfer und wird das dritte Mal verlassen. Obwohl Nadja schon bei ihrem ersten Treffen anvertraut hatte, dass sie bereits zwei Mal auf unglückliche Weise verlassen wurde. Von ihrem ersten Freund aus Lille, den sie in Paris wieder getroffen hat, und von ihrem Grand ami. Bereits bei dem ersten Kuss, den sich die Breton und Nadja im Taxi geben, erahnt Nadja Ungutes und wie die Beziehung enden würde.
'Walter Benjamin beschreibt Bretons Zuneigungen für Nadja über die höfische Minne und stellt heraus: "Die Dame ist in der esoterischen Liebe das Unwesentlichste. So auch bei Breton. Er ist mehr den Dingen nahe, denen Nadja nahe ist, als ihr selbst [...]"
Breton wendet sich schließlich im letzten Abschnitt des Buches auch einer anderen Frau Suzanne Muzard zu, auch um durch sie die Konstruktion der Muse Nadjas zu überwinden und mit Leidenschaft zu ersetzen. Dieser dritte Teil ist von Breton offenbar auch als Aufarbeitung der Nadja-Episode gedacht, er soll unterstreichen, dass es die surrealistische Liebe wirklich gibt. Er nennt "Nadja" ein "livre á porte battante", ein "Buch, wo die Tür klappt". Er bezieht sich also nicht nur auf die Metapher der übertragenen Ebene, sondern deutet auch auf die verriegelten Türen einer Anstalt. Auf den letzten Seiten verhandelt Breton das Motiv der Schönheit. Er schließt mit einer Definition der Schönheit: „Die Schönheit wird KONVULSIV sein oder sie wird nicht sein.“ In der ersten Übersetzung der zweiten Fassung von Breton 1963 lautete der Schlusssatz noch "Die Schönheit wird ein BEBEN sein oder sie wird nicht sein." Diese Übersetzung greift die einen Absatz zuvor beendeten Ausführungen zur Schönheit fort, die sich des Messgerätes passend zum Beben bediente: "Die Schönheit, weder dynamisch noch statisch. Das Herz des Menschen, schön wie ein Seismograf."
Resümierend lässt sich festhalten, dass der Text von der Doppelbödigkeit zwischen realer und surrealer Ebene lebt. Real ist Breton ein Flaneur. Im Surrealen sucht Breton nach Identität in der Epiphanie. Aus der Frage: Wer bin ich, wird alsbald die Frage, wer ist Nadja. In der Realität prostituiert sich eine zufällig anwesende Unbekannte und sucht nach Freiern. Im Surrealen ist sie das Medium, eine lange bestehende Bekanntschaft, die alles ahnt. Sie wird als „Nadja“ zur Muse und Quelle der Inspiration. In den Ausführungen zu André Bretons poetischem Materialismus hielt Elisabeth Lenk fest, dass diese "dämonische Vervielfachung der Person als Antwort auf die in Nadja eingangs gestellte Frage nach dem Ich: Das Original ist verloren gegangen. Das Individuum ist für sich selbst nur eine — und nicht einmal die beste — der Kopien, die von ihm in Umlauf sind."

## Abbildungen
Das Buch enthält 48 Abbildungen: Fotos von Plätzen des Geschehens, für die Breton den Fotografen Jacques-André Boiffard beauftragte, einige Porträts von Man Ray, das Handschuhfoto von Lise Deharme, sowie Reproduktionen von Zeichnungen, die Breton von Nadja erhalten hatte.

## Rezeption
Nadja wird zu den Standardwerken des Surrealismus gezählt. Laut Karl Heinz Bohrer ist der Roman eine „Basisschrift der klassischen Moderne“. Durch die nüchterne, protokollarische Tagebuchform kommen die surrealen Ausflüge ohne dichterisch gefasste Fabel oder übersteigert glorifizierte Mystik aus. Das Surreale ist stattdessen wie eine spröde selbstverständliche Randnotiz angefügt, was den Reiz und die literarische Größe des Werks ausmacht, die Beiläufigkeit des Wahnsinns. Bereits im Jahre der Erstveröffentlichung erlebte das Werk 20 Auflagen. Grund dafür waren die überwiegend positiv ausfallenden Rezensionen. Für Daniel-Rops in "La Voix" vom 1. November 1928, galt Nadja bereits als "das Meisterwerk des Surrealismus" und in der am selben Tag erschienenen "La Nouvelle revue française", schrieb Claude Estève, dass "der bisherige Surrealismus zur Immanenz neigt, zum inneren Jenseits [...] Bei Nadja eröffnen bestimmte Episoden Einblicke einer Art menschlicher Endgültigkeit des Universums.
Im französischen Original warb der Klappentext noch mit: ein Buch "für Frauen zwischen fünfundzwanzig und dreißig", es avancierte aber längst zum Werk größter geistiger Befreiung seiner Zeit, wie es René Crevel in "Comœdia" vom September 1928 nannte. Allerdings lag das Werk auf Deutsch erst dreißig Jahre später vor.
- In der Süddeutschen Zeitung vom 23. Juli 2002 hieß es zu "Nadja" Leichtes Gepäck - Aber gerade deshalb flugfähig. Bretons Forderung war es mit "Nadja" den Kurpfuschern der Erzählkunst einen antiliteraischen Gegenentwurf zu bieten. Ohne es zu merken, verstößt "Nadja" fortwährend gegen Bretons eigene antiliterarische Poetik, nämlich stilsicheres Beschreiben und alles was einen Plot ausmacht sei zu unterlassen. Stattdessen bediente sich Breton vordergründig einer psychologischen Krankengeschichte in Berichtform.
- In der Frankfurter Allgemeine Zeitung vom 28. Oktober 2002 betitelte die Überschrift Bretons Jahrhundertwerk "Nadja" mit Wahn und Wirklichkeit. Anlass war eine aktuelle Übersetzung von Bernd Schwibs. Neben der Begründung warum eine Neuübersetzung nötig war, resümierte der Artikel "Nadja" als das ergreifendste und zugänglichste Werk Bretons. Ein Buch das sich als Roman lesen will, der es nicht sein will. Das Buch soll ja gleichzeitig auch ein Beispiel für die Antiliteratur sein.
- Helmut Melzer im Nachwort der Ausgabe für die Insel-Bücherei nennt den Nadja Text: Einbruch des Unbewußten und Ausbruch aus der verordneten Ohnmacht hin zum Begreifen gedanklicher Bewegung und zur Einsicht in die Abhängigkeit der Bewusstseinsbildung von äußeren Faktoren.[11]

## Ausgaben
- André Breton: Nadja. Gallimard, Paris 1928
- André Breton: Nadja, in: Œuvres complètes. Gallimard, La Pléiade, Paris 1988
- André Breton: Nadja. Übersetzung und Nachwort von Max Hölzer. Neske, Pfullingen 1960 (Band 406 der Bibliothek Suhrkamp, 1974, ISBN 3-518-01406-4).
- André Breton: Nadja. Übersetzung von Bernd Schwibs, Nachwort von Karl Heinz Bohrer. Suhrkamp Verlag (Bibliothek Suhrkamp, Band 1351), Berlin 2002, ISBN 978-3-518-22351-2.